# Conde de Leicester
Conde de Leicester é um título que foi criado sete vezes. O primeiro título foi concedido durante o século XII no Pariato da Inglaterra. O título atual está no Pariato do Reino Unido e foi criado em 1837.

## Primeiras criações
O título foi criado inicialmente para Robert de Beaumont (também escrito de Bellomont), mas ele quase sempre usava seu título francês de Conde de Meulan. Três gerações de seus descendentes, todos também chamados Robert, se autodenominavam Condes de Leicester. A linhagem masculina de Beaumont terminou com a morte do 4.º Conde. Sua propriedade foi dividida entre suas duas irmãs, com Simão IV de Montfort, filho da irmã mais velha, adquirindo Leicester e os direitos ao condado. (O marido da filha mais nova, Saer de Quincy, foi criado Conde de Winchester.) No entanto, Simão IV de Montfort nunca foi formalmente reconhecido como conde, devido à antipatia entre França e Inglaterra naquela época. Seu segundo filho, Simão V de Montfort, conseguiu tomar posse do condado e de suas propriedades associadas. Ele é o Simão de Montfort que se tornou tão proeminente durante o reinado de Henrique III. Ele foi morto na Batalha de Evesham em 1265, e suas terras e títulos foram perdidos.
Em 1267, o título foi criado pela segunda vez e concedido ao filho mais novo do rei, Edmundo Crouchback. Em 1276 ele também se tornou Conde de Lencastre, e os títulos foram unificados. O filho de Crouchback, Thomas, perdeu o condado quando foi executado por traição em 1322, mas alguns anos depois, o título foi devolvido ao seu irmão mais novo, Henry. O filho de Henrique, Henrique de Grosmont, deixou apenas duas filhas, e sua propriedade foi dividida entre elas, com a filha mais velha, Matilde, recebendo o condado, que ficou com seu marido, Guilherme V da Holanda. (As duas passagens do condado por mulheres ilustram a prática medieval pela qual tal herança era permitida na ausência de herdeiros homens.) Matilda, no entanto, logo morreu, e o título passou para João de Gante, marido de sua irmã mais nova, Blanche, que mais tarde foi nomeado Duque de Lancaster. Tanto o ducado quanto o condado foram herdados pelo filho de John of Gaunt, Henrique de Bolingbroke, e ambos os títulos deixaram de existir quando Henry usurpou o trono, pois os títulos "se fundiram à coroa". (Os pares são vassalos do Soberano, e ninguém pode ser vassalo de si mesmo.) As propriedades associadas ao condado tornaram-se parte do que mais tarde foi chamado de Ducado de Lancaster.
Em 1564, o condado foi criado novamente para o favorito da Rainha Elizabeth I, Roberto Dudley. Como Dudley morreu sem deixar herdeiros, o título foi extinto com sua morte. O título foi criado novamente em 1618 para Robert Sidney (Barão de Sydney), seu sobrinho. Antes de receber o condado, Robert Sidney recebeu o título subsidiário de Visconde Lisle em 4 de maio de 1605. Os Sidneys mantiveram os títulos até a morte do sétimo conde em 1743, quando os títulos foram novamente extintos. O título de conde foi então recriado para Thomas Coke (pronuncia-se "Cook"), mas foi extinto quando ele também morreu sem herdeiros.

## Criação de 1784
O título foi novamente concedido a George Townshend, 17.º Barão Ferrers de Chartley e 8.º Barão Compton, filho mais velho e herdeiro aparente de George Townshend, 4.º Visconde Townshend, mais tarde o primeiro Marquês Townshend. Townshend era tataraneto feminino de Lady Lucy Sydney, filha do segundo conde da criação de 1618. O condado foi extinto novamente após a morte de seu filho, o terceiro marquês e segundo conde, em 1855 (o marquesado foi passado para um primo e ainda existe).

## Criações de 1744 e 1837
A família Coke é descendente do renomado juiz e político Sir Edward Coke, Lord Chief Justice de 1613 a 1616. Por meio de seu filho Henry Coke, seu tataraneto Thomas Coke foi proprietário de terras, político e patrono das artes. Em 1728, ele foi elevado ao título de Pariato da Grã-Bretanha como Barão Lovel, de Minster Lovel, no Condado de Oxford, e em 1744 foi criado Visconde Coke, de Holkham, no Condado de Norfolk, e Conde de Leicester, também no título de Pariato da Grã-Bretanha. Lord Leicester iniciou a construção do Holkham Hall em Norfolk. Ele se casou com Lady Margaret Tufton, 19.ª Baronesa de Clifford (1700-1775) (veja o Barão de Clifford para a história anterior deste título). Seu único filho, Edward Coke, Visconde Coke, faleceu antes de seus pais, sem deixar descendentes. Consequentemente, os títulos de Lord Leicester foram extintos com sua morte em 1759, enquanto a baronia de de Clifford caiu em extinção com a morte de Lady de Clifford em 1775.
As propriedades de Coke foram passadas para o sobrinho do falecido conde, Wenman Coke. Nascido Wenman Roberts, ele era filho de Philip Roberts e Anne, irmã de Lord Leicester, e assumiu o sobrenome Coke no lugar de Roberts. Seu filho Thomas Coke foi um político e renomado agricultor. Conhecido como "Coke de Norfolk", ele foi membro do Parlamento por muitos anos, mas é mais lembrado por seu interesse em melhorias agrícolas e é visto como um dos instigadores da Revolução Agrícola Britânica. Em 1837, os títulos de seu tio-avô foram revividos quando Coke foi elevado ao título de Pariato do Reino Unido como Visconde Coke e Conde de Leicester, de Holkham, no Condado de Norfolk. Isso ocorreu apesar do fato de que a criação do condado de 1784, detido pela família Townshend, ainda existia naquela época (então "usurpado" por John Dunn-Gardner), daí a designação territorial "de Holkham". Lord Leicester foi sucedido por seu filho mais velho de seu segundo casamento, o segundo conde. Ele serviu como Lorde-Tenente de Norfolk por sessenta anos e foi feito Cavaleiro da Jarreteira em 1873.
Após sua morte em 1909, os títulos passaram para seu filho mais velho, o terceiro conde. Ele foi coronel do 2º Batalhão da Guarda Escocesa e também serviu como Lorde-Tenente de Norfolk. Ele foi sucedido por seu filho mais velho, o quarto conde, em 1944. Ele também foi Lorde-Tenente de Norfolk. Seu filho mais novo, David Arthur Coke, era amigo do autor Roald Dahl, mas foi morto em combate durante a Segunda Guerra Mundial em dezembro de 1941. Quando ele (quarto conde) morreu, os títulos passaram para seu filho mais velho, o quinto conde, em 1949. Ele foi escudeiro extra de George VI e Elizabeth II. Ele morreu sem deixar descendentes do sexo masculino e foi sucedido por seu primo de primeiro grau, o sexto conde, em 1976. Ele era filho do Hon. Arthur George Coke, segundo filho do terceiro conde. Após sua morte em 1994, seu filho se tornou o 7.º Conde de Leicester. Desde 2015  os títulos são detidos por seu filho Thomas Edward Coke, o oitavo conde, que o sucedeu naquele ano.
A sede da família é Holkham Hall, perto de Wells-next-the-Sea, Norfolk. O local de sepultamento tradicional da família Coke é um terreno situado no lado sul do cemitério da igreja paroquial de St Withburga, em Holkham. Um mausoléu familiar foi construído no mesmo cemitério na década de 1870, mas foi posteriormente abandonado. Muitos membros da família Coke durante o período pós-medieval também foram enterrados na Igreja de Santa Maria, Tittleshall.

## Lista de Condes de Leicester

### Primeira criação (1107)

Brasão de Beaumont, Condes de Leicester (1ª Criação) : Gules, um arminho Cinquefoil, que foi adotado pela cidade de Leicester

- Robert de Beaumont, 1.º conde de Leicester (falecido em 1118)
- Robert de Beaumont, 2.º conde de Leicester (1104–1168)
- Robert de Beaumont, 3.º conde de Leicester (falecido em 1190)
- Robert de Beaumont, 4.º Conde de Leicester (falecido em 1204) ( também conhecido como Robert FitzPernel)
- Amice, Condessa de Leicester (morreu em 1215)
- Simon de Montfort, 5.º conde de Leicester (c. 1170–1218, confirmado em 1207)
- Simon de Montfort, 6.º conde de Leicester (1208–1265, perda em 1265)

### Segunda criação (1267)
- Edmund Crouchback, 1.º conde de Leicester e Lancaster (1245–1296)
- Thomas, 2.º conde de Leicester e Lancaster (c. 1280–1322, perda em 1322)
- Henrique, 3.º conde de Leicester e Lancaster (c. 1281–1345) (restaurado como conde de Leicester em 1324 e como conde de Lancaster em 1327)
- Henrique de Grosmont, Duque de Lancaster, 4º Conde de Leicester (c. 1310-1361)
- Guilherme V da Holanda, Conde de Leicester (1330–1389) 1361-62 Conde de Leicester jure uxoris.
- João de Gante, Duque de Lancaster, Conde de Leicester (1340–1399), em 1362, primeiro Conde de Leicester jure uxoris.
- Henry Bolingbroke, Duque de Lancaster, Conde de Leicester (1367–1413, tornou-se rei em 1399)

### Terceira criação (1564)
- Roberto Dudley, 1.º conde de Leicester (1532–1588)

### Quarta criação (1618)

Brasão de Sidney Condes de Leicester (4ª Criação) : Ou um Pheon Azure.

- Robert Sidney, 1.º Conde de Leicester (1563–1626)
- Robert Sidney, 2.º conde de Leicester (1595–1677)
- Philip Sidney, 3.º conde de Leicester (1619–1698)
- Robert Sidney, 4.º conde de Leicester (1649–1702)
- Philip Sidney, 5.º Conde de Leicester (1676–1705)
- John Sidney, 6.º conde de Leicester (1680–1737)
- Jocelyn Sidney, 7.º Conde de Leicester (1682–1743)

### Quinta criação (1744)
- Thomas Coke, 1.º conde de Leicester (1697–1759)

### Sexta criação (1784)
- George Townshend, 2.º Marquês Townshend, 1.º Conde de Leicester (1753–1811)
- George Townshend, 3.º Marquês Townshend, 2.º Conde de Leicester (1778–1855)

### Sétima criação (1837)

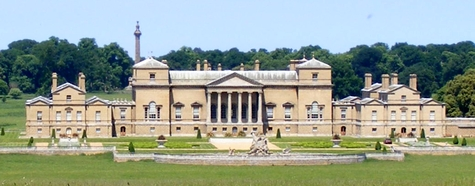
Holkham Hall

- Thomas William Coke, 1.º Conde de Leicester (1754–1842)
- Thomas William Coke, 2.º conde de Leicester (1822–1909)
- Thomas William Coke, 3.º conde de Leicester (1848–1941)
- Thomas William Coke, 4.º Conde de Leicester (1880–1949)
- Thomas William Edward Coke, 5.º Conde de Leicester (1908–1976)
- Anthony Louis Lovel Coke, 6.º Conde de Leicester (1909–1994)
- Edward Douglas Coke, 7.º Conde de Leicester (1936–2015)
- Thomas Edward Coke, 8.º Conde de Leicester (n. 1965)

O herdeiro aparente é o filho do 8.º conde, Edward Horatio Coke, Visconde Coke (nascido em 2003).